# أليخاندرو غونزاليز إيناريتو
أليخاندرو غونزاليس إناريتو (بالإسبانية: Alejandro González Iñárritu)‏ (مواليد 15 أغسطس 1963) هو مخرج أفلام وكاتب سيناريو ومنتج أفلام ومؤلف موسيقي مكسيكي. ترشح إيناريتو لتسع جوائز أوسكار وفاز بأربعة منها. وهو أول مخرج يفوز مرتين على التوالي عن فئة أفضل مخرج منذ فوز جوزيف مانكيفيتس في منتصف القرن الماضي. يُعد أليخاندرو ثاني مخرج مكسيكي يحصل على جائزة الأوسكار لأفضل مخرج بعد ألفونسو كوارون في 2014. وهو أيضاً أول مخرج مكسيكي المولد يفوز بجائزة أفضل إخراج في مهرجان كان السينمائي، عن فيلم بابل في 2006.
أفلامه الستة، أموريس بيروس (2000) و21 غرام (2003) وبابل (2006) وبيوتفل (2010) والرجل الطائر (2014) والعائد (2015) حَصلت على مديح كبير من النقاد وترشحت جميعها لجوائز الأوسكار. في عام 2015، حصل أليخاندرو على جائزة الأوسكار لأفضل مخرج وأفضل نص أصلي وأفضل فيلم عن الرجل الطائر.

## مسيرته
ولد أليخاندرو غونزاليز إيناريتو في 15 أغسطس 1963 في مدينة مكسيكو، لكلٍ من لوز ماريا إيناريتو وهيكتور غونزاليز غاما. غادر أليخاندرو المكسيك على متن سفينة شحن نحو أوروبا في سن الـ17، حيث عمل في أوروبا وأفريقيا. ذكر إيناريتو بأن أسفاره في سنٍ صغيرة كان لها أثرٌ كبير عليه كصانع أفلام. تقع أحداث أفلامه غالبًا في أماكن كان قد زارها خلال تلك الفترة.
بعد أسفاره، عاد إيناريتو إلى المكسيك، حيث درس وتخصص في مجال الاتصالات. بدأ أليخاندرو مسيرته العملية في 1984 كمذيع للراديو في محطة WFM، وهي إذاعة موسيقى إلكترونية وروك. في 1988 أصبح مديرََا لها. ليقضي 5 سنوات التالية يُحاور الفنانين ويذيع الحفلات جاعلََا من المحطة الأكثر شعبية في المكسيك. من 1987 إلى 1989 ألف الموسيقى التصويرية لـ 6 أفلام مكسيكية.

### الإخراج
بدأ في الإخراج في التسعينيات بإخراج الأفلام القصيرة والإعلانات. كان أحدها فيلم أموريس بيروس، والذي كان بداية مرحلة الشهرة والجوائز. نجاح هذا الفيلم دفعه لإعادة معالجته وإخراجه من جديد، ليصبح فيلم 21 غرام الشهير الذي قام ببطولته شون بين وناعومي واتس. بعد ذلك، قام بإنتاج فيلم بابل من بطولة براد بيت، حيث تم تصويره في كل من المكسيك، أمريكا، المغرب واليابان. حقق الفيلم نجاحا كبيرا وحصل على عدة جوائز في مهرجان كان وعلى جائزة الأوسكار لأفضل موسيقى تصويرية. يعتبر فيلمه الأخير الرجل الطائر من أنجح أفلامه على الإطلاق، وأولها في الترشح لـ 9 جوائز أوسكار.

## أعماله
| السنة | العنوان الأصلي                                  | العنوان بالعربية                             | دوره في الفيلم | دوره في الفيلم | دوره في الفيلم | ملاحظات      |
| السنة | العنوان الأصلي                                  | العنوان بالعربية                             | مخرج           | منتج           | كاتب           | ملاحظات      |
| ----- | ----------------------------------------------- | -------------------------------------------- | -------------- | -------------- | -------------- | ------------ |
| 2000  | Amores perros                                   | أموريس بيروس                                 |                |                |                | ثلاثية الموت |
| 2003  | 21 Grams                                        | 21 غرام                                      |                |                |                | ثلاثية الموت |
| 2006  | Babel                                           | بابل                                         |                |                |                | ثلاثية الموت |
| 2008  | Rudo y Cursi                                    |                                              |                |                |                |              |
| 2010  | Biutiful                                        | بيوتيفول                                     |                |                |                |              |
| 2014  | Birdman or (The Unexpected Virtue of Ignorance) | الرجل الطائر أو (الفضيلة غير المتوقعة للجهل) |                |                |                |              |
| 2015  | The Revenant                                    | العائد                                       |                |                |                |              |

## الترشيحات والجوائز
| السنة                                          | العمل المرشح                                 | الفئة                           | النتيجة        |
| جوائز الأوسكار                                 | جوائز الأوسكار                               | جوائز الأوسكار                  | جوائز الأوسكار |
| ---------------------------------------------- | -------------------------------------------- | ------------------------------- | -------------- |
| 2001                                           | أموريس بيروس                                 | أفضل فيلم بلغة أجنبية           | رُشِّح            |
| 2007                                           | بابل                                         | أفضل فيلم                       | رُشِّح            |
| 2007                                           | بابل                                         | أفضل إخراج                      | رُشِّح            |
| 2011                                           | بيوتيفول                                     | أفضل فيلم بلغة أجنبية           | رُشِّح            |
| 2015                                           | الرجل الطائر أو (الفضيلة غير المتوقعة للجهل) | أفضل فيلم                       | فوز            |
| 2015                                           | الرجل الطائر أو (الفضيلة غير المتوقعة للجهل) | أفضل إخراج                      | فوز            |
| 2015                                           | الرجل الطائر أو (الفضيلة غير المتوقعة للجهل) | أفضل سيناريو أصلي               | فوز            |
| 2016                                           | العائد                                       | أفضل فيلم                       | رُشِّح            |
| 2016                                           | العائد                                       | أفضل إخراج                      | فوز            |
| جائزة الأكاديمية الأسترالية للسينما والتلفزيون |                                              |                                 |                |
| 2015                                           | الرجل الطائر أو (الفضيلة غير المتوقعة للجهل) | أفضل فيلم                       | فوز            |
| 2015                                           | الرجل الطائر أو (الفضيلة غير المتوقعة للجهل) | أفضل إخراج                      | فوز            |
| 2015                                           | الرجل الطائر أو (الفضيلة غير المتوقعة للجهل) | أفضل سيناريو أصلي               | فوز            |
| جوائز الأكاديمية البريطانية للأفلام            |                                              |                                 |                |
| 2002                                           | أموريس بيروس                                 | أفضل فيلم بلغة أجنبية           | فوز            |
| 2007                                           | بابل                                         | أفضل فيلم                       | رُشِّح            |
| 2007                                           | بابل                                         | أفضل إخراج                      | رُشِّح            |
| 2011                                           | بيوتيفول                                     | أفضل فيلم بلغة أجنبية           | رُشِّح            |
| 2015                                           | الرجل الطائر أو (الفضيلة غير المتوقعة للجهل) | أفضل فيلم                       | رُشِّح            |
| 2015                                           | الرجل الطائر أو (الفضيلة غير المتوقعة للجهل) | أفضل مخرج                       | رُشِّح            |
| 2015                                           | الرجل الطائر أو (الفضيلة غير المتوقعة للجهل) | أفضل سيناريو أصلي               | رُشِّح            |
| 2016                                           | العائد                                       | أفضل فيلم                       | فوز            |
| 2016                                           | العائد                                       | أفضل مخرج                       | فوز            |
| مهرجان كان السينمائي                           |                                              |                                 |                |
| 2000                                           | أموريس بيروس                                 | جائزة أسبوع النقاد الكبرى       | فوز            |
| 2000                                           | أموريس بيروس                                 | جائزة النقاد الشباب – أفضل فيلم | فوز            |
| 2006                                           | بابل                                         | السعفة الذهبية                  | رُشِّح            |
| 2006                                           | بابل                                         | جائزة لجنة التحكيم المسكونية    | فوز            |
| 2006                                           | بابل                                         | أفضل مخرج                       | فوز            |
| 2010                                           | بيوتيفول                                     | السعفة الذهبية                  | رُشِّح            |
| جائزة نقابة المخرجين الأمريكيين                |                                              |                                 |                |
| 2007                                           | بابل                                         | أفضل إخراج – فيلم سينمائي       | رُشِّح            |
| 2015                                           | الرجل الطائر أو (الفضيلة غير المتوقعة للجهل) | أفضل إخراج – فيلم سينمائي       | فوز            |
| 2016                                           | العائد                                       | أفضل إخراج – فيلم سينمائي       | فوز            |
| جوائز الغولدن غلوب                             |                                              |                                 |                |
| 2001                                           | أموريس بيروس                                 | أفضل فيلم بلغة أجنبية           | رُشِّح            |
| 2006                                           | بابل                                         | أفضل فيلم - دراما               | فوز            |
| 2006                                           | بابل                                         | أفضل مخرج                       | رُشِّح            |
| 2015                                           | الرجل الطائر أو (الفضيلة غير المتوقعة للجهل) | أفضل فيلم - موسيقي أو كوميدي    | رُشِّح            |
| 2015                                           | الرجل الطائر أو (الفضيلة غير المتوقعة للجهل) | أفضل مخرج                       | رُشِّح            |
| 2015                                           | الرجل الطائر أو (الفضيلة غير المتوقعة للجهل) | أفضل سيناريو                    | فوز            |
| 2016                                           | العائد                                       | أفضل فيلم - دراما               | فوز            |
| 2016                                           | العائد                                       | أفضل مخرج                       | فوز            |
| جوائز الروح المستقلة                           |                                              |                                 |                |
| 2002                                           | أموريس بيروس                                 | أفضل فيلم بلغة أجنبية           | رُشِّح            |
| 2004                                           | 21 غرام                                      | جائزة التميز الخاص              | فوز            |
| 2015                                           | الرجل الطائر أو (الفضيلة غير المتوقعة للجهل) | أفضل فيلم                       | فوز            |
| 2015                                           | الرجل الطائر أو (الفضيلة غير المتوقعة للجهل) | أفضل مخرج                       | رُشِّح            |
| جائزة نقابة المنتجين الأمريكيين                |                                              |                                 |                |
| 2007                                           | بابل                                         | أفضل فيلم سينمائي               | رُشِّح            |
| 2015                                           | الرجل الطائر أو (الفضيلة غير المتوقعة للجهل) | أفضل فيلم سينمائي               | فوز            |
| 2016                                           | العائد                                       | أفضل فيلم سينمائي               | رُشِّح            |
| مهرجان البندقية السينمائي                      |                                              |                                 |                |
| 2002                                           | 11'09"01 سبتمبر 11                           | جائزة اليونسكو                  | فوز            |
| 2003                                           | 21 غرام                                      | جائزة الأسد الذهبي              | رُشِّح            |

## روابط خارجية
- أليخاندرو غونزاليز إيناريتو على موقع IMDb (الإنجليزية)
- أليخاندرو غونزاليز إيناريتو على موقع الموسوعة البريطانية (الإنجليزية)
- أليخاندرو غونزاليز إيناريتو على موقع روتن توميتوز (الإنجليزية)
- أليخاندرو غونزاليز إيناريتو على موقع مونزينجر (الألمانية)
- أليخاندرو غونزاليز إيناريتو على موقع قاعدة بيانات الأفلام العربية
- أليخاندرو غونزاليز إيناريتو على موقع ألو سيني (الفرنسية)
- أليخاندرو غونزاليز إيناريتو على موقع ميوزك برينز (الإنجليزية)
- أليخاندرو غونزاليز إيناريتو على موقع تيرنر كلاسيك موفيز (الإنجليزية)
- أليخاندرو غونزاليز إيناريتو على موقع أول موفي (الإنجليزية)
- أليخاندرو غونزاليز إيناريتو على موقع بوكس أوفيس موجو (الإنجليزية)
- أليخاندرو غونزالس إناريتو في موقع الطماطم الفاسدة